# Thomasschule w Lipsku

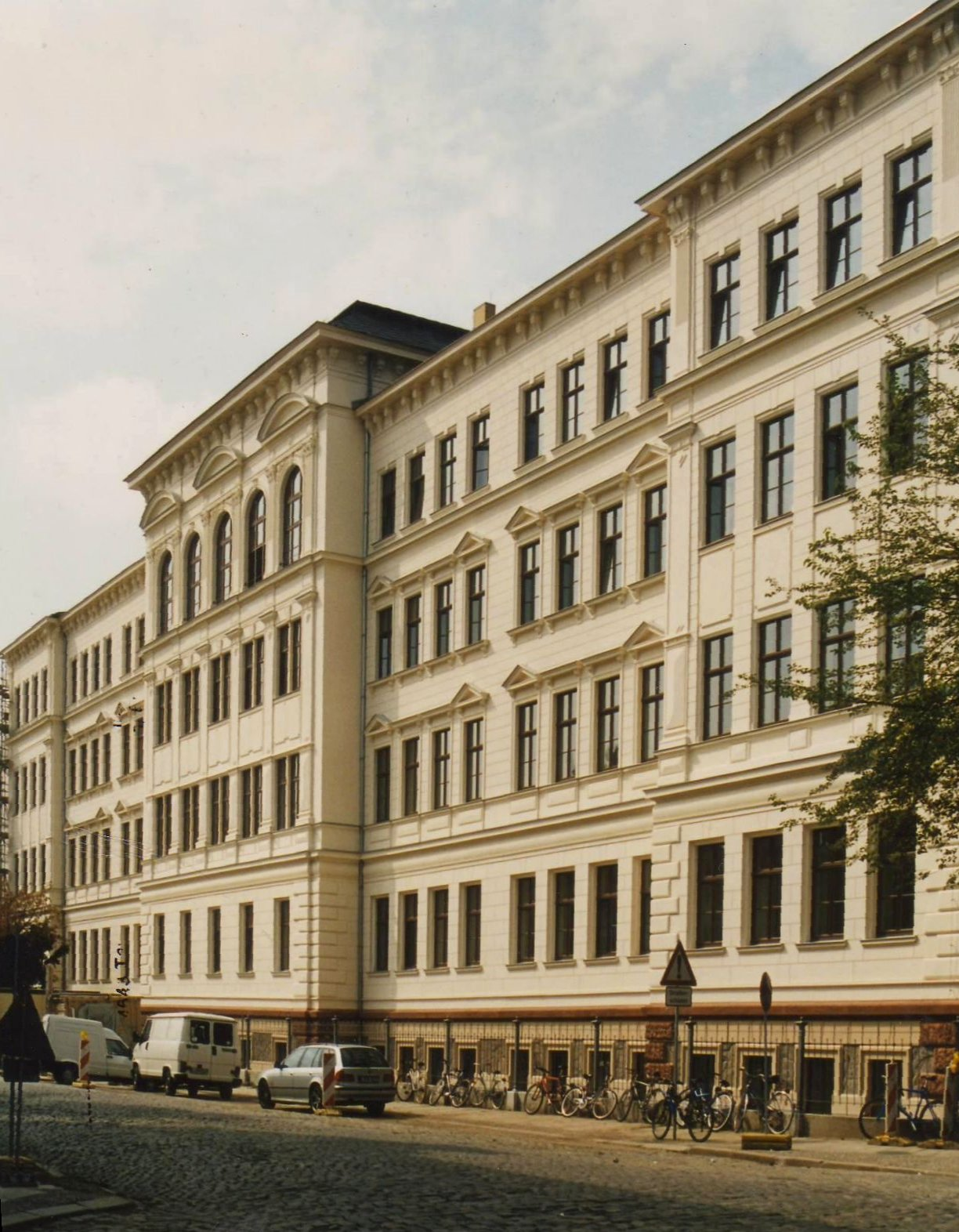
Szkoła Tomasza w Lipsku

Szkoła Tomasza w Lipsku (Thomasschule zu Leipzig, Schola Thomana Lipsiensis) jest koedukacyjną i publiczną szkołą w Lipsku w Niemczech. Została założona przez augustianów w 1212 i jest jedną z najstarszych szkół na świecie.
Szkoła Tomasza znana jest z edukacji językowej, muzycznej oraz w zakresie sztuk pięknych. Humanistyczne gimnazjum dysponuje bardzo długą listą wybitnych byłych słuchaczy, zawierającą m.in. Richarda Wagnera oraz szereg członków rodziny Bachów.
Od obchodów swojego 800-lecia w 2012 Szkoła Tomasza będzie stanowić część międzynarodowego centrum edukacji Forum Thomanum.